# Abu-Mansur Daqiqi
Abu Mansur Daqiqi (en persa: ابومنصور دقیقی), més conegut simplement com Daqiqi (دقیقی), nascut al segle X, en una zona de Pèrsia que ara forma part de l'Iran i l'Afganistan, fou un dels poetes perses més destacats del període samànida. Fou el primer a emprendre la creació de l'epopeia nacional de l'Iran, el Xahnameh o Llibre dels reis, però aquesta acaba de sobte el 977 amb la seua mort, després d'escriure només mil versos. La seua obra, la continuà el seu contemporani Firdawsí, que més tard esdevindrà la figura més influent de la literatura persa.

## Nom
El nom de Daqiqi era Muhammad ibn Ahmad, mentre que el seu patronímic era Abu Mansur, de manera que el seu nom complet era Abu Manṣūr Muḥammad ibn Ahmad Daqīqī. Se'l coneix en les fonts generals pel seu pseudònim, Daqiqi (que significa 'precís' en àrab i persa).

## Antecedents
Va nàixer després del 932. Com altres erudits iranians de l'alta edat mitjana, Daqiqi degué pertànyer a una família de terratinents (dehqans). Aquest període va veure un gran creixement de la literatura, sobretot de la poesia. Sota l'Imperi samànida, la literatura persa va sorgir a Transoxània i Khorasan (en lloc de Fars, la pàtria dels perses o farsis formalment reconeguda).
El lloc de naixement de Daqiqi és controvertit: les ciutats de Bukharà, Samarcanda, Balkh, Marv i Tus hi han estat proposades; i aquesta darrera sembla la més probable. La seua creença religiosa també és controvertida. Tot i que tenia un nom musulmà, això "no era en si mateix una prova de cap creença religiosa, perquè molts estudiosos i funcionaris iranians destacats es convertiren a l'islam en el primer període islàmic per mantenir els mitjans de subsistència, però practicaven el zoroastrisme en secret" (Tafazzoli).
Tus, era llavors una ciutat predominantment xiïta, i durant el govern d'Abu Mansur Muhammad esdevingué el centre del nacionalisme iranià. Segons l'Enciclopèdia Irànica, és probable que Daqiqi i el poeta Ferdowsi, també nadiu de Tus, fossen partidaris del xiisme. Molts xiïtes estaven orgullosos de la seua herència iraniana, i això feu que fossen classificats com a mājūs (zoroastrians) i zindiq (maniqueus). Algunes cites dels versos de Daqiqi, però, mostren una forta veneració del zoroastrisme, i això feu que molts estudiosos com Nöldeke i Shahbazi pensassen un origen zoroastrià de Daqiqi. En un dels versos de Daqiqi, aplaudeix la d'aqueixa religió com una de les quatre coses importants per a ell;
| « | Daqiqi (el Precís) escolliu quatre qualitats de totes les coses bones i roïnes del món: Besades de color robí i el so del llaüt. El vi negre vell i la religió zoroastriana! | » |

## Biografia

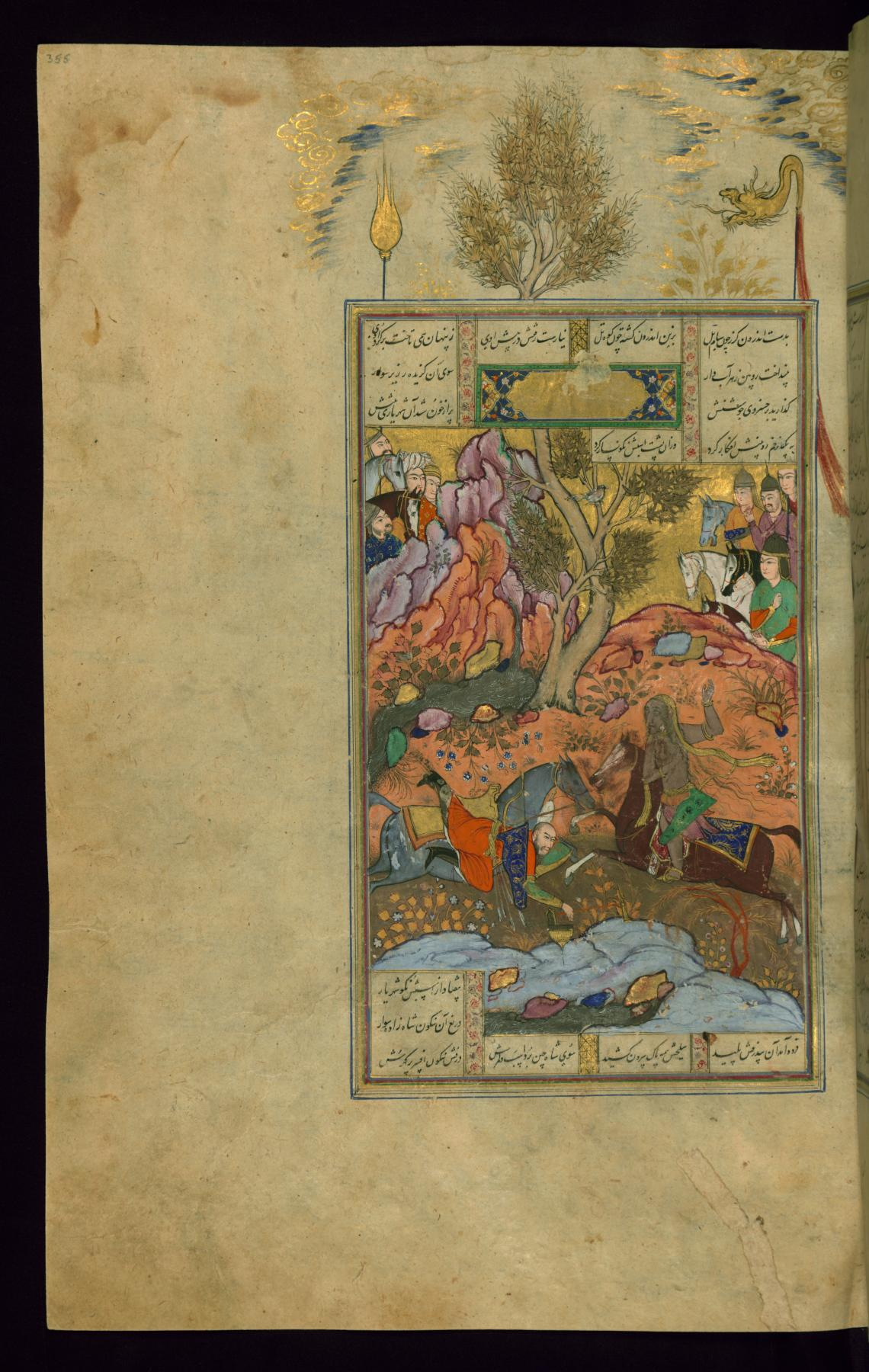
Il·lustració de Biderafsh matant Zarir, el germà de Gushtasp, en el Shahnameh del segle XVII

Daqiqi començà la seua carrera a la cort del governant muhtàjida Abu'l Muzaffar ibn Muhammad a Txaghaniyan, i més tard va ser convidat a la cort samànida per l'emir Mansur I (r. 961–976). Sota els samànides, les antigues llegendes i tradicions heroiques iranianes eren d'especial interés, i això va inspirar Daqiqi a escriure el Shahnameh ('Llibre dels Reis'), un llarg poema èpic basat en la història dels iranians.
Sembla que Daqiqi fou assassinat pel seu esclau el 977 quan només s'havia acabat una petita part del Xahnameh, que tractava del conflicte entre Gushtasp i Arjasp.  El creixent interés per la història antiga iraniana va impulsar Firdawsí a continuar l'obra, i acabà el Xahnameh el 994, pocs anys abans de la caiguda de l'Imperi samànida. Més tard en feu una segona versió el 1010, que presentà al soldà gaznèvida Mahmud (r. 998–1030). Tanmateix, la seva obra no fou tan apreciada pels gaznèvides com ho havia estat pels samànides.
La petita part de Daqiqi, que comprén uns 1.000 versos, es conservà al Shahnameh; la seua tècnica és més antiquada que la de Firdawsí, i també "seca i mancada dels símils i imatges que es troben en la poesia de Firdawsí", segons Khaleghi-Motlagh. Això ho havia esmentà Firdawsí, que, tot i admirar-lo, també en criticava l'estil poètic i el va considerar inadequat per a l'epopeia nacional de l'Iran.
Alguns lingüistes especulen que Daqiqi n'escrigué molt més, però el seu contingut s'inclogué de manera controvertida en el Xahnameh, i els textos exclosos es van perdre. S'han conservat altres poemes de la seva autoria, publicats, per exemple, en Le premier poète persan de G. Lazard.